# 于寶軒

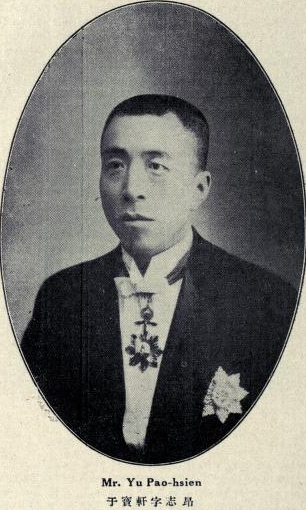

于寶軒（1875年—？）字子昂、志昂，江蘇省揚州府江都县人，中華民国政治人物。曾是北京政府、中華民国維新政府、汪精卫政权要人。

## 生平
于寶軒幼年在四川省度过，当时他的父亲在四川任地方官。后来于寶軒成为清朝監生，此後他赴日本留学。1900年（光緒26年）归国，此后曾经在清朝的巡警部、民政部、宪政编查馆任职。
1912年（民国元年），他任北京政府内務部警政司科長，并当选候补参議院議員。1914年（民国3年），他任内務部民治司司長、礼制館第一類編纂。1916年（民国5年）国会恢復後，他继续任参議院議員。
翌年，国会再次解散，他改任交通部秘書。1917年（民国6年）12月，他升任内務部次長，辅佐内务部总長銭能訓。1918年（民国7年）2月，他负责安福国会選举事務。1919年（民国8年）6月13日，在龔心湛臨時内閣中他代理内務总長，任职3日後辞任。以後，他历任经济調査局总裁、財政整理委員会委員、北京古学院哲理研究会研究員。
1938年（民国27年）4月，他参加梁鴻志组织的中華民国維新政府，任交通部次長。1941年（民国30年）5月，他在汪精卫的南京国民政府中，任高等考試典試委員会監試委員。
此后，于宝軒的生平不详。

## 著作
- 皇朝蓄艾文編 80卷，1903年
- 整理江蘇財政案，出版年不明